# Привилегия отбелки

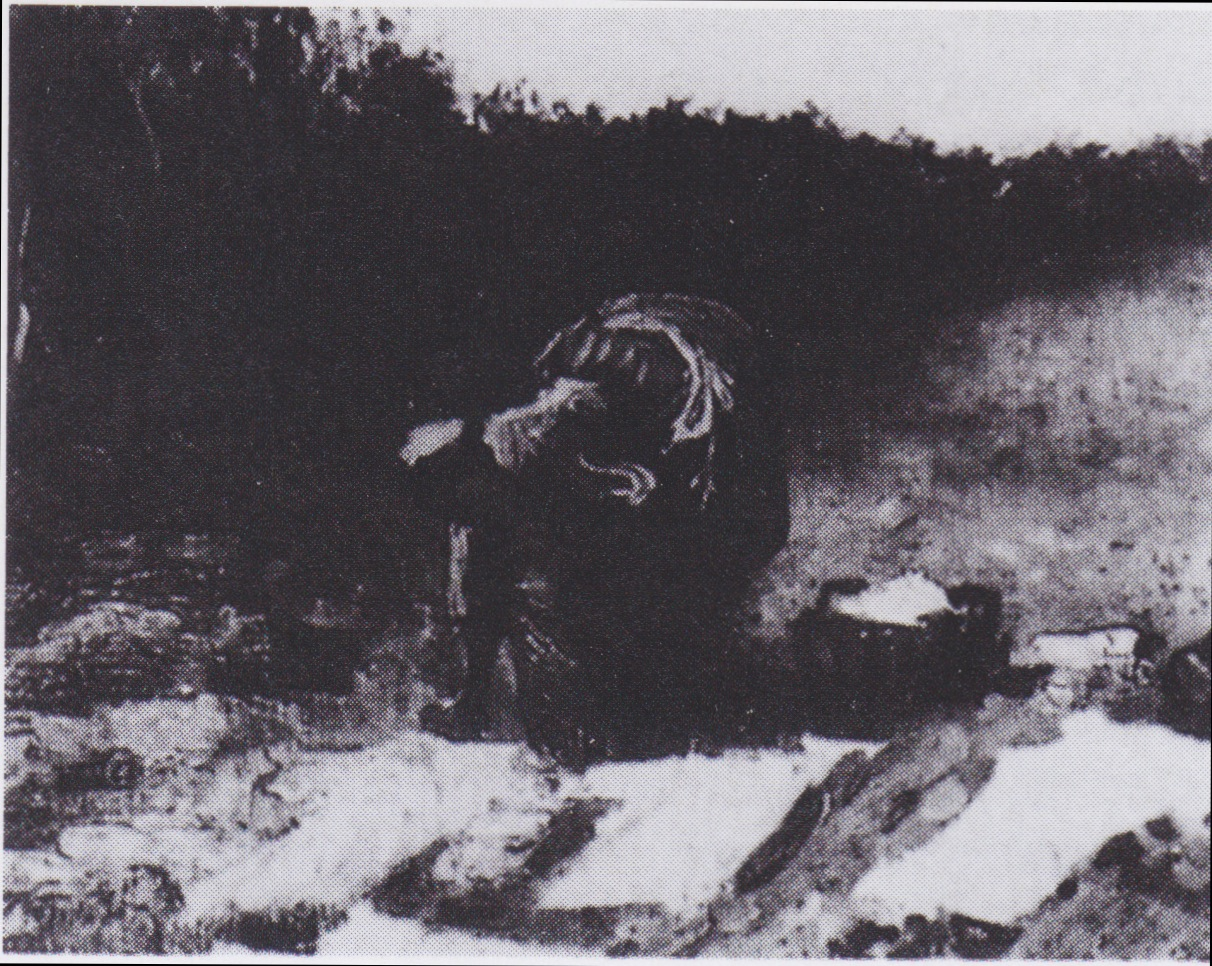
Крестьянка на отбелке Ван Гог, 1885

Привиле́гия отбе́лки — привилегия на отбеливание ткани, выдававшаяся городам и частным лицам.

## Германия
14 декабря 1357 года немецкий маркграф Мейсена Фридрих III выдал привилегию для сооружения отбеливающих устройств на берегах реки Кемниц.
30 мая 1451 года курфюрст Фридрих II обновил и расширил привилегию (нем. Chemnitzer Bleichordnung). Тем самым был запрещён экспорт неотбеленных тканей и нитей за пределы курфюршества. Эта привилегия повлекла за собой бурный рост текстильной промышленности в регионе вокруг города Кемниц.